# Brankovići (ort i Bosnien och Hercegovina)
Brankovići är en ort i Bosnien och Hercegovina.   Den ligger i entiteten Republika Srpska, i den östra delen av landet, 60 km öster om huvudstaden Sarajevo. Brankovići ligger 952 meter över havet och antalet invånare är 128.
Terrängen runt Brankovići är kuperad åt sydväst, men åt nordost är den bergig. Närmaste större samhälle är Rogatica, 10,2 km sydväst om Brankovići. 
Omgivningarna runt Brankovići är en mosaik av jordbruksmark och naturlig växtlighet. Runt Brankovići är det ganska tätbefolkat, med 67 invånare per kvadratkilometer.